# Mark Jarzombek
Mark Jarzombek (ur. 1954 w Stanach Zjednoczonych) – amerykański teoretyk architektury, historyk sztuki i pisarz. 

## Życiorys
Studiował architekturę na Politechnice Federalnej w Zurychu, po ich ukończeniu w 1980 powrócił do Stanów Zjednoczonych, gdzie kontynuował naukę w Massachusetts Institute of Technology. W 1986 obronił pracę doktorską, a następnie podjął pracę w Cornell University i wykładał tam do 1994. Równolegle do pracy pedagogicznej pisał na tematy związane z architekturą, zakres tematyki jest rozległy począwszy od renesansu, po architekturę współczesną. 

## Stypendia
- Getty Research Institute (1986);
- Institute for Advanced Study (1993);
- Canadian Centre for Architecture (2002);
- Sterling and Francine Clark Art Institute (2005).

## Twórczość
- "On Leon Battista Alberti, His Literary and Aesthetic Theories" MIT Press, 1989;
- "Designing MIT: Bosworth's new tech" Northeastern University Press, 2004;
- "The Psychologizing of Modernity: Art, Architecture and History" Cambridge University Press, 2000;
- "A Global History of Architecture" (współautorzy: Vikram Prakash i Francis D.K. Ching) Wiley & Sons, 2006;
- "The Post-traumatic Turn and the Art of Walid Raad and Krzysztof Wodiczko: from Theory to Trope and Beyond, in Trauma and Visuality" (współautorzy: Lisa Saltzman i Eric Rosenberg, University Press of New England, 2006.